# 上川北部消防事務組合
上川北部消防事務組合（かみかわほくぶしょうぼうじむくみあい）は、北海道名寄市、上川郡下川町、中川郡美深町、中川郡中川町、中川郡音威子府村が組織する一部事務組合（消防組合）。

## 沿革
「沿革」参照
- 1971年（昭和46年）：名寄市・下川町・美深町・風連町により、上川北部消防事務組合設立。
- 1972年（昭和47年）：中川町・音威子府村が加入。風連消防庁舎新築。
- 1973年（昭和48年）：中川消防庁舎新築。
- 1979年（昭和54年）：名寄消防庁舎新築し、消防本部・名寄消防署移転。
- 1981年（昭和56年）：音威子府消防庁舎新築。
- 1994年（平成06年）：消防緊急通信指令施設（指令装置・気象情報収集装置）を名寄消防署に配置。災害弱者緊急通報システム配置。
- 2006年（平成18年）：名寄市と風連町の合併に伴い、風連消防署が名寄消防署風連出張所に組織変更。
- 2011年（平成23年）：消防緊急通報受付指令システムを名寄消防署に導入。
- 2013年（平成25年）：中川消防支署庁舎新築。

## 組織
「組織・機構」参照
- 管理者 - 副管理者 - 参事
  - 消防本部
    - 総務課
    - 消防企画課

  - 名寄消防署
    - 庶務課
    - 予防課
    - 警防課
    - 救急課
    - 風連出張所

  - 下川消防署
  - 美深消防署
  - 中川消防支署
  - 音威子府消防支署

## 消防車両
「消防署消防自動車配置一覧」参照
- 化学車：1
- 水槽車：5
- 水槽付ポンプ車：6
- 高規格救急車：7
- 救急車：1（予備車）
- 広報車：1
- 救助工作車：1
- 作業車：1
- 防災車：1
- 器具車：2
- 指揮車：6
- 連絡車：2
- 本部公用車：2

## 消防署
| 消防署・消防支署 | 住所                          | 出張所                   | 分遣所                       |
| ---------------- | ----------------------------- | ------------------------ | ---------------------------- |
| 名寄消防署       | 名寄市西4条北3丁目            | 風連：名寄市風連町南町65 |                              |
| 下川消防署       | 上川郡下川町幸町63            |                          |                              |
| 美深消防署       | 中川郡美深町大通南4-1         |                          | 恩根内：中川郡美深町恩根内78 |
| 中川消防支署     | 中川郡中川町字中川274-1       |                          |                              |
| 音威子府消防支署 | 中川郡音威子府村字音威子府453 |                          |                              |